# François Langlois (architecte)
Pour les articles homonymes, voir Langlois et François Langlois (homonymie).
François Langlois, architecte français du XVIIe siècle, il fait partie d'une famille d'architectes français, les Langlois, originaire du comté de Laval.

## Origine et famille
Dans la première moitié du XVIIe siècle, les deux frères Jean Langlois, sieur de Villeneuve, et Michel Langlois, exercent à Laval la profession d'architecte. Ils sont fils de Michel Langlois, maître-boulanger, et de Jeanne Geslot. Leur famille était alliée à la famille d'architecte Bellier-Martinet; peut-être avaient-ils reçu ses leçons. Il est aussi possible qu'il soit lié par des liens familiaux à Simon Hayneufve. Les Langlois sont aussi affiliés au navigateur François Pyrard.

## Biographie
Michel Langlois a alors auprès de lui, comme élève, son neveu François Langlois que Marie Frin, veuve de François Langlois, sieur de la Butte, lui avait alloué en apprentissage le 7 juillet 1659. Michel Langlois était mort en 1662. Pour Jacques Salbert, François Langlois se contente le plus souvent de reproduire ou d'adapter les modèles de retables de La Chapelle-d'Aligné et de Neau.

### Cerisy
François Langlois est jeune, lorsque le 24 juillet 1662 il passe par devant Julien Seigneur, un marché avec les religieux Prémontrés de l'Abbaye de Belle-Étoile, près de Cerisy, en Normandie aux termes de cet acte, il s'engage à mener à bonne fin la construction d'une contretable au grand autel de trente pieds de hauteur et dix-neuf de largeur suivant et conformément au plan et dessin qui leur en a été montré par ledit Langlois.. Ce travail doit être terminé en 1663 : l'année suivante Michel Rochereau, marchand marbrier, se rend à Angers acheter du tuffeau pour Langlois qui doit lui payer ses frais de voyage, de transport et d'acquisition du tuffeau « à proportion qu'il le prendra et emploiera», et Langlois s'engage à n'en point employer d'autre avant le complet épuisement de cette provision.

### Olivet, Fontaine-Daniel
En 1664, il élève le maitre-autel d'Olivet daté oar l'inscription Ex dono pris VII et popvli 1664 et signé Langlois fecit. Les religieux cisterciens de l'Abbaye de Fontaine-Daniel veulent à leur tour confier à François Langlois la construction du retable de leur maître-autel : l'architecte signe en 1665 une convention avec François Bouslain,. Il est peut-être ensuite l'architecte du retable de Parcé en 1668, et des deux retabkes construits en 1671 à Louvigné-du-Désert. Le 7 septembre 1673, Louis de Baradat, abbé de Clermont pose la première pierre du maître-autel de Ruillé-le-Gravelais. Il est possible que le retable de Saint-Cyr-le-Gravelais soit de la même époque.

### Jacobins de Laval
En 1676 et peut-être auparavant, François Langlois avait construit le maître-autel de l'église des Jacobins de Laval qui passait pour être une des plus belles églises élevées en France par les Dominicains. Langlois habitait alors en la paroisse de Saint-Vénérand de Laval.

### Luitré
François se marie vers 1677 avec Renée Godais. Il élève un autel latéral à Princé en 1678 ou au début de 1679. Dans les derniers mois de 1679, le jeune ménage est installé à la Celle  à Luitré, tout près de Dompierre-du-Chemin De nombreuses commandes, d'importants travaux doivent retenir François Langlois dans cette région, et aux environs de Luitré et de Dompierre-du-Chemin, dans les paroisses voisines de la Bretagne et du Comté de Laval, on devrait retrouver la trace du séjour prolongé de l'architecte lavallois. Il travaille à Luitré à la construction d'un retable aujourd'hui disparu.
En mai 1679, François Langlois achète à sa mère, Marie Frin 40 livres de rente constituée au prix de 800 1. t.
Le 28 octobre 1681, il est à la Maillarderie et s'engage à montrer à son jeune beau-frère Jean Godais l'art de architecte, le mieux qu'il luy sera possible pendant trois années consécutives il le logera, nourrira, blanchira, et recevra pour tous ces soins 90 livres par an que lui payera sa belle-mère Marguerite Prudhomme.

### Courbeveille
En 1683, il est à Courbeveille, construisant le retable de l'Église Saint-Sulpice de Courbeveille le 31 décembre 1683. Il construit ensuite au moins deux autels à Luitré.
Il se déclare alors habitant de la paroisse de la Trinité de Laval, et achète à Charles Cordier, maître marbrier, quatre colonnes de marbre noir et deux de marbre jaspé, deux autres de marbre noir et une croix de marbre rouge, et deux ovales de marbre noir, le tout devant être livré au village de la Gueslinière à la Toussaint 1684. Il est possible qu'il soit le constructeur en 1683 du retable de Noyal-sur-Seiche.

### Vaiges, Saulges
Cette fourniture était sans doute destinée à une église bretonne, car nous retrouvons notre architecte à Luitré en 1685. En 1686, Langlois termine le maître autel de La Selle-en-Luitré ainsi qu'un autel latéral dédié à Saint-Pierre, puis en 1687 l'autel de Notre-Dame-de-Bon-Secours qui porte sa signature.

Église Saint-Jean-Baptiste de La Selle-en-Luitré, 1686-1687
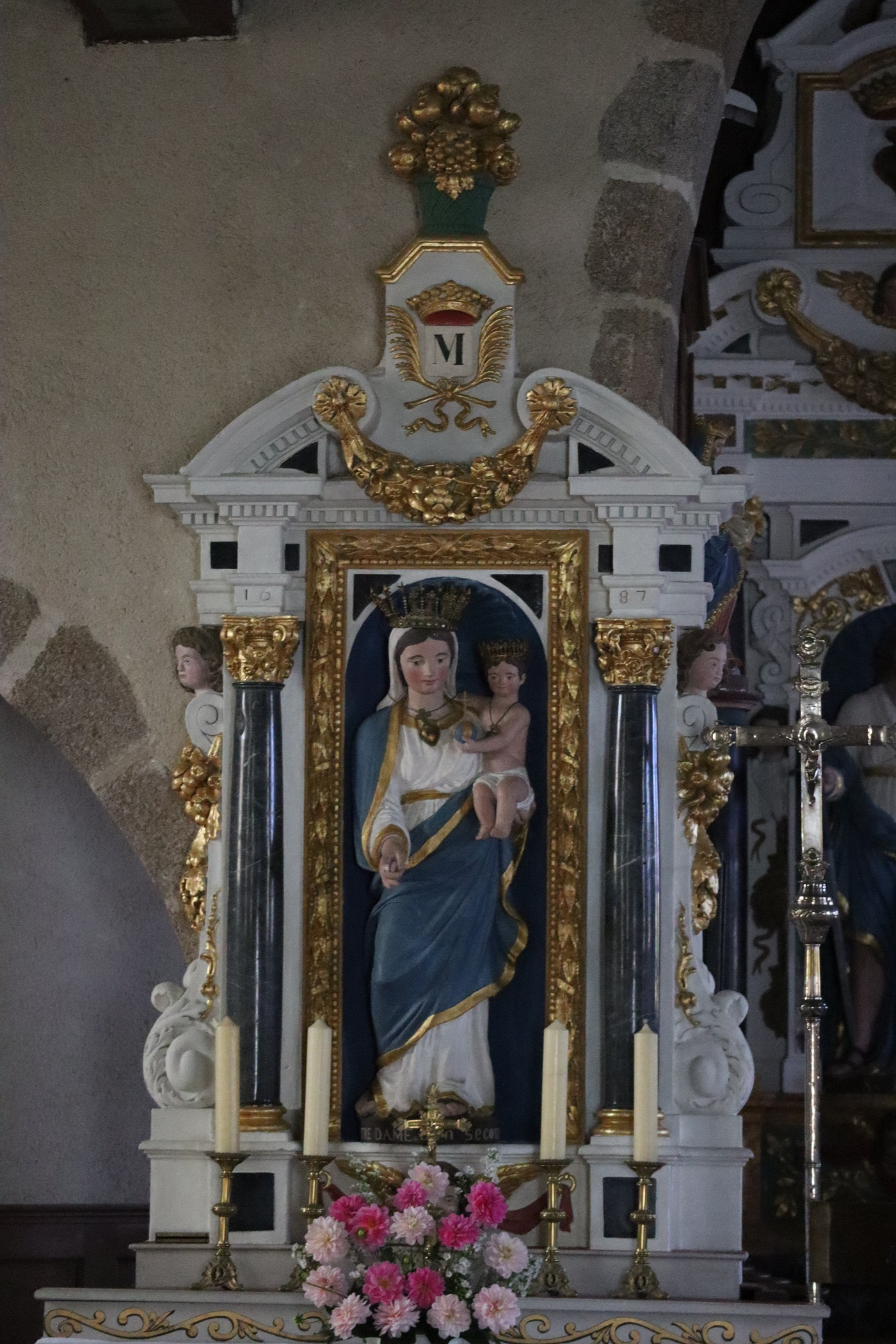
Retable de la Vierge Classé MH (1951)[6].
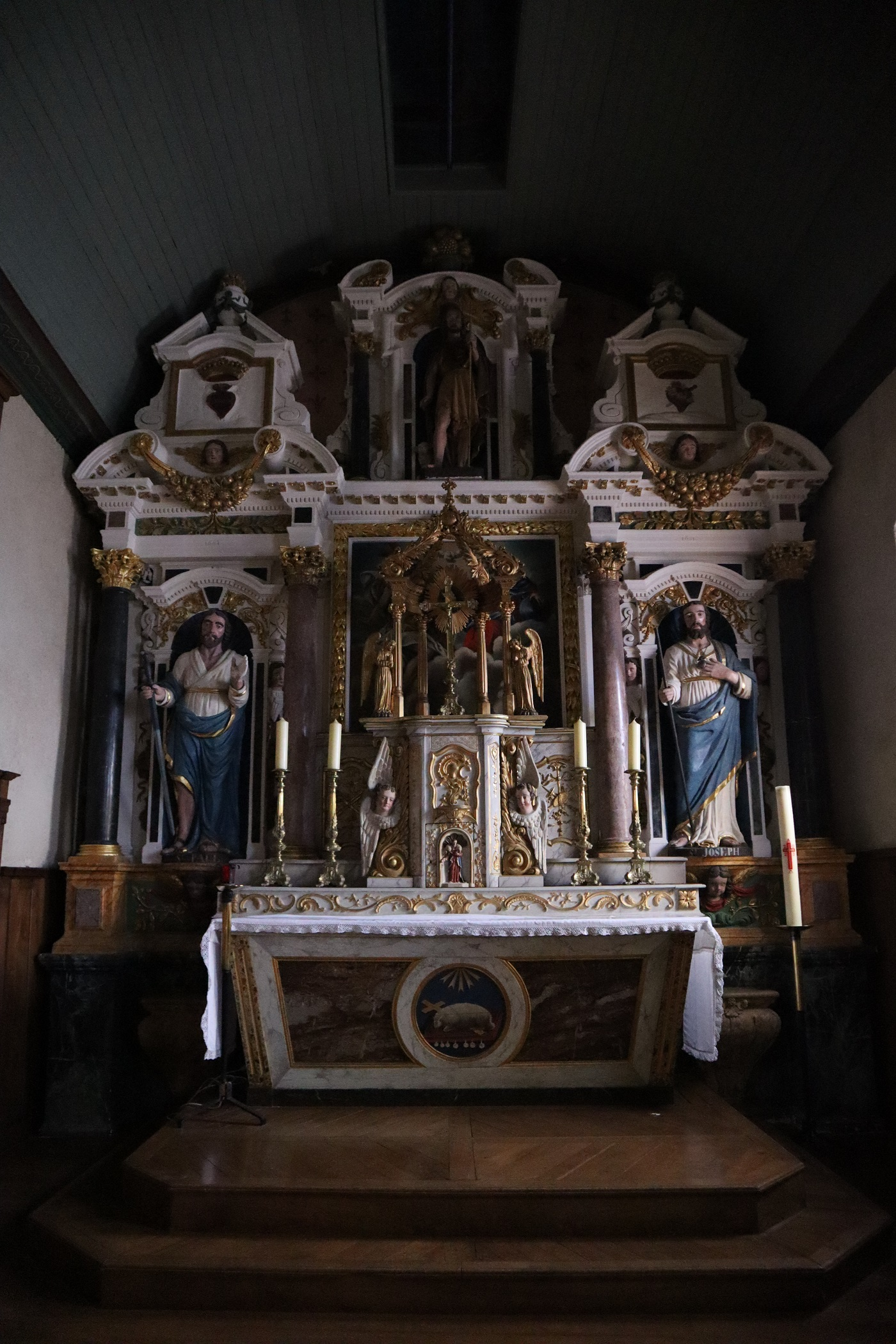
Retable du maître-autel Classé MH (1919)[7].
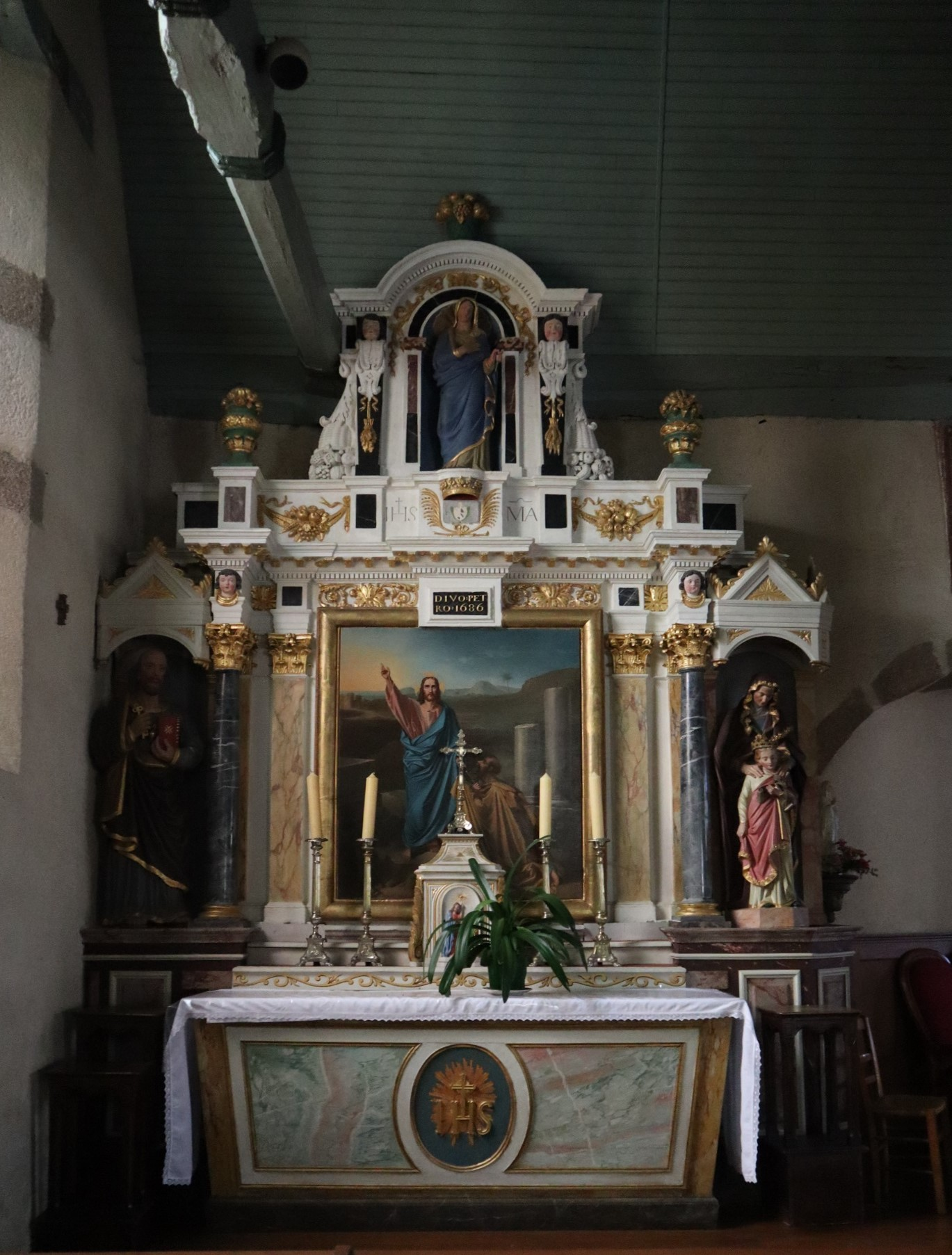
Retable de Saint-Pierre Classé MH (1951)[8].

En 1688, Langlois est installé à Vaiges où l'avait appelé la construction du retable de l'église. Il se transporte en 1689 à Sainte-Gemme-le-Robert.

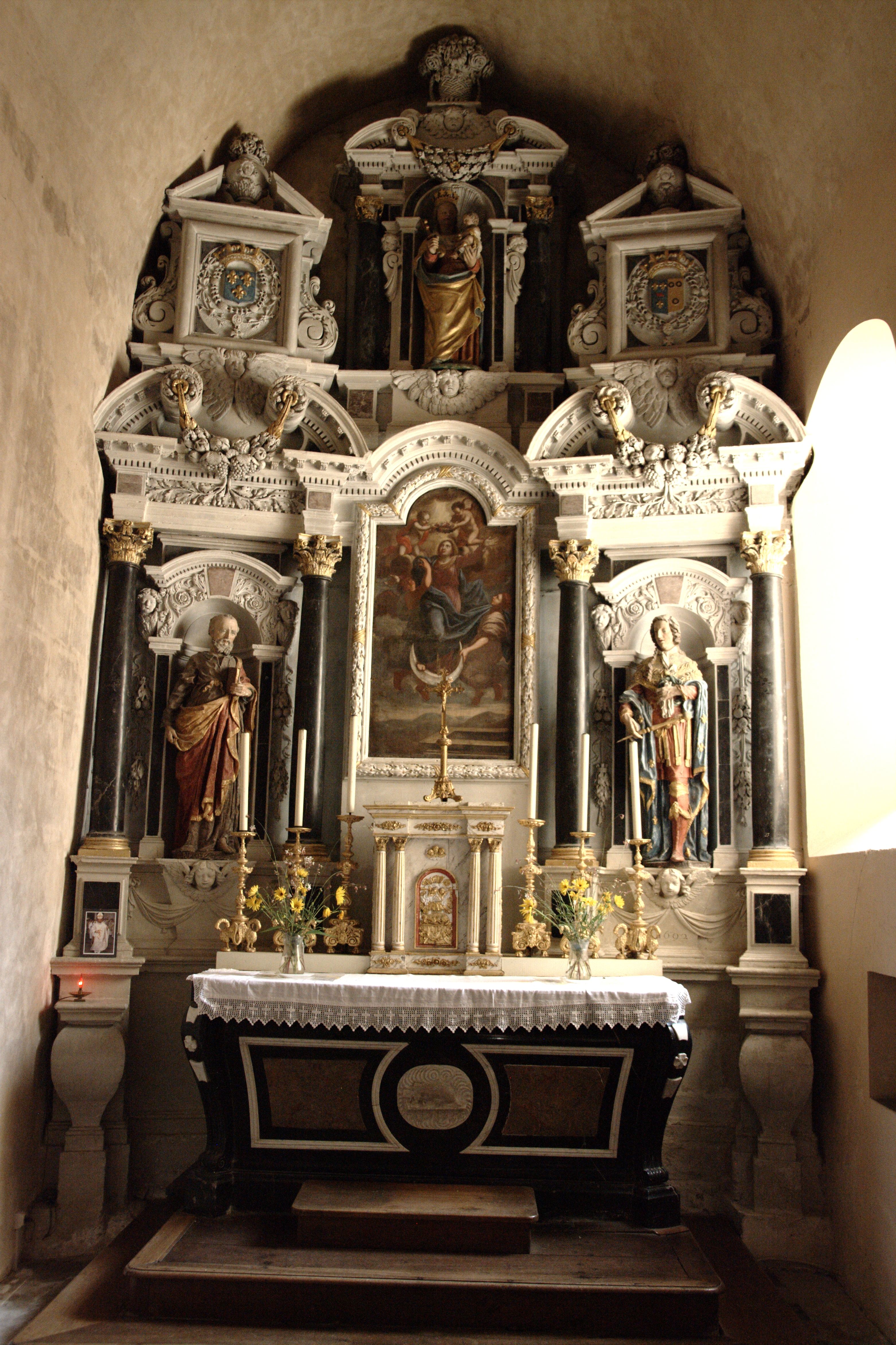
Le retable (chœur) de Saulges,.

Il s'engage avec René Aveneau, sieur de la Grantière, marchand, à construire un autel en l'église de Saulges, et, par acte du 13 août 1689, il en confie l'exécution à l'architecte lavallois Michel II Lemesle qui vient d'édifier le retable de Sacé. Le 10 septembre 1692, le procureur de la fabrique donne à Langlois décharge de son travail, se réservant de poursuivre par voie de justice les sommes d'argent qu'aurait touchées en trop l'architecte Lemesle, « ouvrier dudit sieur Langlois ».

### Hambers
Pendant que Lemesle construisait sur ses plans et sous sa direction l'autel de Saulges, François Langlois accepte d'élever l'autel de Hambers et s'acquitte lui-même de cette commande. Le retable est terminé en 1691.
François Langlois habite la Maillarderie en 1693, puis Laval dans les dernières années du XVIIe siècle

### Saint-Vénérand de Laval
Le 13 avril 1695, une convention est signée entre les marguilliers de Saint-Vénérand et François Langlois. Celui-ci s'engageait à  parachever d'architecture, inassonail et pourfisseure, la chapelle qui est encommencée à l'église de Saint-Vénérand
C'est sa dernière œuvre de réelle importance : on le retrouve encore dans ces dernières années de sa vie élevant et signant un petit autel en la chapelle Sainte-Anne sur la route de Juvigné, près de Saint-Hilaire-du-Maine (1695).
Jacques Le Clerc, sieur de la Ferrière, écuyer, avait fait à l'Hôpital et Chapelle Saint-Julien de Laval un legs important  à la charge de faire construire un autel dans la chapelle dudit hospital. François Vignier réalise cet autel en compagnie de l'architecte François Langlois.
Il s'installe à Saint-Martin-de-Connée en 1686-1699 pour y élever le maître-autel et l'autel Sainte-Barbe. L'église de Saint-Martin-de-Connée conserve encore un autre retable identique à celui de Sainte-Barbe et daté de 1701 sous la statue de Saint-Sébastien.
En 1700, il s'occupe du retable de Vimarcé, où il a des problèmes avec les habitants qui lui demandent des dommages et intérêts pour ne pas avoir fourni le tuffeau prévu pour le retable. En 1702, il construit le retable, aujourd'hui détruit, de l'Église Saint-Martin de Deux-Évailles. Le 2 juillet 1702, il s'engage à élever un petit autel de Saint-Joseph à Bazougers. Il réalise le maître-autel de Gesnes où il commande deux statues à Mathurin Bodard, un sculpteur lavallois.
Il meurt le 2 septembre 1706 à Laval, dans la paroisse de Saint-Vénérand.

### Décès
Il meurt à le 2 septembre 1706. Sa veuve, Renée Godais, lui survécut peu de temps le 24 novembre 1707 on dressait l'inventaire de leur commun mobilier et le 13 décembre on l'adjugeait aux enchères.

### Descendance
Des nombreux enfants de François Langlois, aucun ne parait avoir suivi avec quelque succès les traditions paternelles. Son beau-frère Jean Godais, qui avait été son élève, mourut jeune peut-être ou émigra du pays lavallois. Son fils François était entré en apprentissage, à l'âge de onze ans, en 1694, chez le maître-chirurgien Jean Pichot dans divers actes relatifs à des affaires d'intérêt, datés de 1716 et 1719, il se qualifie de maître architecte, demeurant en la paroisse de la Trinité mais ses travaux, s'il en exécuta, restent inconnus.
Jean, frère de l'architecte François, élève de l'orfèvre Jean Briceau, eut d'Adenette Beudin, sa femme, deux fils Jean et François, qui tinrent au XVIIIe siècle un rang honorable parmi les orfèvres lavallois.

### Nicolas Pinson
Sa fille Renée épousa en 1718 Nicolas Pinson, sculpteur.